# Богомолов, Фёдор Алексеевич
Фёдор Алексеевич Богомолов (род. 26 сентября 1946, Москва) — советский и американский математик, известный своими работами по алгебраической геометрии и теории чисел.
Профессор Института Куранта Нью-Йоркского университета, доктор физико-математических наук. Член НАН США (2022).

## Биография
Родился 26 сентября 1946 года в Москве. Сын радиотехника академика Алексея Фёдоровича Богомолова и брат известного русского писателя Андрея Алексеевича Молчанова.
В 1970 году окончил механико-математический факультет Московского государственного университета имени М. В. Ломоносова.
С 1970 года по 1973 год — аспирант Математического института им. В. А. Стеклова (научный руководитель — С. П. Новиков), в 1974 году защитил кандидатскую диссертацию. С 1973 — научный сотрудник Математического института им. В. А. Стеклова. Доктор физико-математических наук (1983).
В 1994 году эмигрировал в США, где стал профессором Математического института Куранта в Нью-Йорке.
С ноября 2010 года — научный руководитель Лаборатории алгебраической геометрии и её приложений факультета математики Высшей школы экономики в Москве.
Ф. А. Богомолов — приглашенный докладчик на многих международных научных конференциях. С 2009 года по 2014 год — главный редактор «Central European Journal of Mathematics» (Open Math.), был членом редколлегии журнала «Geometric and Functional Analysis».
Член Попечительского совета Institute for Geometry and Physics Miami-Cinvestav-Campinas, Collaboration in the Americas in Geometry and Physics.

## Научные достижения
Первая статья, опубликованная в 1969 году, была посвящена топологии. В начале 70-х годов Богомолов начинает исследования в области алгебраической геометрии.
Богомолов является широко цитируемым математиком, работающим в области алгебраической геометрии; его исследования по многообразиям Калаби-Яу, гиперкэлеровым многообразиям, теории алгебраических поверхностей, стабильным векторным расслоениям, арифметической алгебраической геометрии лежат в основе современной алгебраической геометрии и её пересечений с теоретической физикой (теорией струн).
Ф. А. Богомолову принадлежит целый ряд сильных результатов, определяющих развитие алгебраической геометрии. Он автор более 100 научных статей по математике.

### Работы, лежащие в основании гиперкэлеровой геометрии
В 1973 и 1974 годах Богомолов опубликовал серию статей, в которых дал геометрическое доказательство теоремы о разложении компактных кэлеровых многообразий с тривиальным каноническим расслоением, усовершенствовав результат Калаби, доказанный только в предположении гипотезы его имени. Доказательство оказалось неполным, и после решения Яу гипотезы Калаби теорема Богомолова о разложении была передоказана в духе Калаби (доказательство опубликовано Бовилем). Вместе с тем, геометрические идеи Богомолова, связанные с теорией алгебраических слоений, оказались плодотворными при дальнейших исследованиях в этом направлении.
В отличие от результата Калаби, в теореме Богомолова о разложении имеются не два, а три класса «элементарных» многообразий с тривиальным каноническим классом: устойчиво алгебраические (в современной терминологии — строгие многообразия Калаби — Яу) и примитивно гамильтоновы (в современной терминологии — неприводимо голоморфно симплектические многообразия, или гиперкэлеровы многообразия). В 1978 году Богомолов опубликовал статью Гамильтоновы кэлеровы многообразия, содержавшую доказательство гипотезы А. Н. Тюрина, согласно которой всякое неприводимо голоморфно симплектическое многообразие является K3-поверхностью. Этот результат оказался ошибочным: через четыре года Фуджики и Бовиль показали, что схема Гильберта точек на K3-поверхности и обобщённое куммерово многообразие абелевой поверхности являются неприводимо гомолорфно симплектическими.
Вместе с тем, в этой статье в качестве леммы доказана теорема Богомолова — Тиана — Тодорова для голоморфно симплектических многообразий, утверждающая, что всякая деформация первого порядка у гиперкэлерова многообразия продолжается до аналитической деформации. Там же Богомолов заметил, что эта теорема может быть доказана и для многообразий Калаби — Яу, что было сделано им в IHES-овском препринте 1981 года. Ныне эта теорема лежит в основании физической теории зеркальной симметрии. В той же статье Гамильтоновы кэлеровы многообразия показано существование квадратичной формы на вторых когомологиях всякого гиперкэлерова многообразия, в случае K3-поверхности совпадающей с формой пересечения. Ныне она носит название формы Бовиля — Богомолова, и является отправной точкой для исследования алгебр когомологий компактных гиперкэлеровых многообразий, предпринятого Вербицким и увенчавшегося доказательством глобальной теоремы Торелли для гиперкэлеровых многообразий.
В 1996 году Богомолов описал построенные Гуаном примеры некэлеровых голоморфно симплектических многообразий как схемы Гильберта точек на поверхности Кодайры — Тёрстона. Эти многообразия впоследствии получили название многообразий Богомолова — Гуана, они во многом схожи с гиперкэлеровыми многообразиями — в частности, допускают вариант формы Бовиля — Богомолова.
Работы Богомолова о голоморфно симплектических многообразиях, написанные во второй половине 2010-х годов, касаются в основном автоморфизмов гиперкэлеровых многообразий, и написаны в соавторстве с различными математиками (в том числе Вербицким и Каменовой). Отдельно стоит отметить статью Lagrangian fibrations for IHS fourfolds, написанную в сотрудничестве с Курносовым, в которой была решена гипотеза Мацушиты для четырёхмерных гиперкэлеровых многообразий, утверждающая отсутствие кратных слоёв у лагранжевых расслоений на них (откуда следует, что база такого расслоения есть {\displaystyle \mathbb {C} \mathrm {P} ^{2}}). Примерно в то же время эти результаты получили Хёйбрехтс и Сюй.

### Слоения и голоморфные симметрические тензоры
В статье 1977 года Семейства кривых на поверхности общего типа Богомолов доказал, что на всякой поверхности общего типа с {\displaystyle c_{1}^{2}>c_{2}} имеется лишь конечное число кривых ограниченного рода.  Идеи этого доказательства, опирающиеся на рассмотрение голоморфных тензоров и слоений на таких поверхностях, были использованы более чем через 20 лет Макквилланом для доказательства гипотезы Грина — Гриффитса для таких поверхностей.
В более поздних работах, совместных с де Оливейрой, Богомолов вновь вернулся к изучению голоморфных симметрических тензоров на проективных многообразиях.

### Поверхности класса VII₀
В статье 1976 года Классификация поверхностей класса {\displaystyle \mathrm {VII} _{0}} с {\displaystyle b_{2}=0} Богомолов исследовал поверхности так называемого класса VII, некэлеровых поверхностей из классификации Кодайры — Энриквеса, классификация которых остаётся до сих пор незавершённой. Он доказал, что при условии {\displaystyle b_{2}=0} некоторое конечное накрытие такой поверхности допускает голоморфное слоение, а потому является либо поверхностью Хопфа, либо поверхностью Инуэ. За вычетом теоремы Богомолова, единственный классификационный результат для поверхностей класса VII имеется для случая {\displaystyle b_{2}=1}, получен он в 2005 году Телеманом.
В 2017 году в совместной работе с Буонербой и Курносовым Богомолов существенно упростил доказательство своего результата, опираясь на теорию групп.

### Стабильные векторные расслоения
Богомолов был в числе первых геометров, распространивших науку о стабильных векторных расслоениях на римановых поверхностях (то есть алгебраических кривых) на алгебраические многообразия большей размерности. На них понятие стабильности может быть определено по-разному; нестабильность по Богомолову для расслоения ранга два {\displaystyle E} на алгебраической поверхности {\displaystyle X} сводится к существованию конечного подмножества (быть может, пустого) {\displaystyle Z\subset X} и линейных расслоений {\displaystyle A,B} таких, что имеется точная тройка пучков {\displaystyle 0\to A\to E\to B\otimes I_{Z}\to 0}, и имеют место неравенства {\displaystyle (A-B)^{2}>0} и {\displaystyle (A-B).H>0} для всякого обильного дивизора {\displaystyle H} (аналогичное определение может быть введено и в случае расслоений большего ранга). Теорема Богомолова о нестабильности утверждает, что если имеет место неравенство на числа Черна {\displaystyle c_{1}(E)^{2}>4c_{2}(E)}, то расслоение {\displaystyle E} нестабильно. В статье 1978 года Голоморфные тензоры и векторные расслоения на проективных многообразиях Богомолов вывел из этих соображений то, что ныне известно как неравенство Богомолова — Мияоки — Яу (с константой 4 вместо 3).
В этой статье также доказана следующая
Теорема. Пусть {\displaystyle X} — проективное многообразие, и {\displaystyle L\subset \Omega ^{p}} — когерентный подпучок ранга один. Тогда размерность Иитаки {\displaystyle \kappa (X,L)} этого подпучка не превосходит {\displaystyle p}. Более того, в случае равенства {\displaystyle \kappa (X,L)=p} существует расслоение над {\displaystyle p}-мерной базой {\displaystyle f\colon X\to Y} такое, что {\displaystyle L=f^{*}(K_{Y})}.
Это обобщение классической теоремы Кастельнуово — де Франкиса, утверждающей, что если две голоморфные 1-формы на проективной поверхности умножаются нулём, то эта поверхность может быть отображена на кривую таким образом, что эти две формы будут подъёмами абелевых дифференциалов на этой кривой. Кампана ввёл на основании этой теоремы Богомолова понятие богомоловского подпучка, насыщенного когерентного подпучка ранга один в пучке {\displaystyle \Omega ^{p}} голоморфных {\displaystyle p}-форм на проективном многообразии, размерность Иитаки которого равняется {\displaystyle p>0}. Многообразия, не допускающие богомоловских подпучков, называются специальными по Кампане. Они служат базовым строительным блоком в ещё не вполне завершённом проекте Кампаны по представлению всякого алгебраического многообразия как расслоения со слоями, специальными по Кампане, над орбиобразием общего типа. Предполагается, что свойство отсутствия богомоловских подпучков эквивалентно широкому спектру свойств, как геометрических (зануление псевдометрики Кобаяши), так и теоретико-числовых (для многообразий, определённых над подполем {\displaystyle k\subset \mathbb {C} } — плотность по Зариски точек, определённых над некоторым фиксированным конечным расширением {\displaystyle k'\supset k}; эквивалентность потенциальной плотности занулению псевдометрики Кобаяши — вариант хорошо известной в арифметической геометрии гипотезы Ленга).

### Теория инвариантов и вопросы рациональности
Одной из отправных точек исследований Богомолова в вопросах рациональности алгебраических многообразий является
Задача Нётер. Пусть {\displaystyle V} — комплексное векторное пространство, и {\displaystyle G} — действующая на нём конечная группа. Верно ли, что фактор {\displaystyle V/G} есть рациональное многообразие?
Например, для {\displaystyle V=\mathbb {C} ^{n}} и {\displaystyle G=\mathrm {Sym} (n)}, симметрической группы, действующей на нём перестановкой координатных осей, рациональность такого фактора является хорошо известной основной теоремой теории симметрических многочленов. Примеры, в котором такой фактор не является рациональным, были обнаружены в 1969 году Сваном и в 1984 году Зальтманом. Доказательство последнего опиралось на анализ группы Брауэра такого фактора. В статье 1987 года Группа Брауэра факторпространств линейных представлений Богомолов доказал, что эта группа Брауэра может быть выражена исключительно в терминах алгебры: именно, она совпадает с подргуппой {\displaystyle B_{0}\subset H^{2}(G,\mathbb {Q} /\mathbb {Z} )} во вторых когомологиях группы {\displaystyle G}, состоящей из элементов, ограничивающихся нулём на все абелевы подгруппы в группе {\displaystyle G}. Аналогичный результат Богомолов получил для точных представлений комплексных алгебраических групп (рациональность некоторых таких факторов доказана в его более ранней статье 1985 года, написанной в соавторстве с Кацыло).
Богомолов также изучал абелевы подгруппы абсолютных групп Галуа полей мероморфных функций на произвольных алгебраических многообразиях, в частности, доказал, что абелева подгруппа ранга более одного содержится в некоторой подгруппе ветвления (то есть существует нормирование {\displaystyle \nu } такое, что подгруппа содержится в подгруппе Галуа {\displaystyle \mathrm {Gal} (K_{\nu })\subset \mathrm {Gal} (K)}, группе Галуа пополнения поля в этом нормировании). Эти результаты были впоследствии усилены им совместно с Чинкелем. Также близкие результаты были получены этими двумя математиками для многообразий над конечными полями: поле рациональных функций на алгебраическом многообразии размерности более одного над конечным полем с точностью до чисто несепарабельного расширения восстанавливается по фактору по второму члену нижнего центрального ряда про-{\displaystyle \ell }-пополнения группы Галуа (в нулевой характеристике они доказали теорему о восстановлении поля рациональных функций по его первой и второй K-группам Минлора).

### Гипотеза Шафаревича
С конца 1990-х годов Богомолов также занимался изучением фундаментальных групп кэлеровых многообразий. Особое место в этих исследованиях занимает гипотеза, сформулированная И. Р. Шафаревичем: универсальное накрытие компактного кэлерова многообразия голоморфно выпукло (отображается с компактными слоями на штейново многообразие). Считается, что эта гипотеза справедлива для комплексных проективных многообразий с остаточно конечными фундаментальными группами (то есть такими, в которых пересечение всех подгрупп конечного индекса есть тривиальная подгруппа). Богомолов в совместных работах с Кацарковым пытался построить поверхности с не остаточно конечными фундаментальными группами, получив их как расслоение над кривой со слоем кривая с подходящими монодромиями вокруг особых слоёв. Нарушение остаточной конечности для таких групп было бы аналогично отрицательному решению задачи Бернсайда, но для факторов группы классов отображений сферы с ручками вместо свободной группы. Эти работы, однако, не дали результата из-за чрезвычайной сложности вопроса кэлеровых фундаментальных групп, к которому они сводятся, и точный статус которых не до конца ясен

### Рациональные точки и арифметическая геометрия
Богомолов выдвинул ряд гипотез о структуре точек кручения на эллиптических кривых и абелевых многообразиях. Наиболее просто формулируется следующая его
Гипотеза. Пусть {\displaystyle E}, {\displaystyle E'} — две эллиптические кривые, и {\displaystyle E,E'\to \mathbb {C} \mathrm {P} ^{1}} — стандартные проекции, отождествляющие пары точек {\displaystyle x} и {\displaystyle -x}. Тогда проекции множеств точек кручения в {\displaystyle E} и {\displaystyle E'} либо совпадают, и {\displaystyle E\simeq E'}, либо имеют не более чем {\displaystyle B} общих точек, где {\displaystyle B} — априорная константа.
Эта гипотеза доказана Лорой де Марко, Холли Кригер и Е Хэси. Более известная гипотеза Богомолова также связана с гипотезой Манина — Мамфорда, и утверждает, что при всяком вложении кривой, определённой над числовым полем, в её якобиево многообразие, число точек достаточно малой высоты Нерона — Севери, лежащих на этой кривой, конечно (поскольку точки кручения это в точности точки нулевой высоты Нерона — Севери, отсюда следует гипотеза Манина — Мамфорда о конечности числа точек кручения на кривой, лежащей в своём якобиевом многообразии). Эта гипотеза доказана Юлльмо и Чжаном.
Арифметические результаты Богомолова, полученные в сотрудничестве с Чинкелем и другими соавторами, относятся к потенциальной плотности (то есть плотности после конечного расширения базового поля) рациональных точек на поверхностях Энрикеса и эллиптических K3-поверхностях, а также плотности рациональных кривых на K3-поверхностях. Мотизуки считает доказательство Богомолова геометрической версии гипотезы Шпиро наиболее близким к своему доказательству арифметической версии этой гипотезы (которое использует некий аппарат, не принятый однозначно математическим сообществом).